# Paasdorf
Paasdorf ist eine Ortschaft und eine Katastralgemeinde der Stadtgemeinde Mistelbach im Bezirk Mistelbach in Niederösterreich. Die Ortschaft hat 732 Einwohner (Stand 1. Jänner 2024). Bis Ende 1971 war Paasdorf eine eigenständige Gemeinde.

## Geografie
Das Dorf befindet sich südlich von Mistelbach und ist über die Landesstraße L6 erreichbar. Durch den Ort verläuft der Feldwiesengraben, der nördlich in den Taschlbach mündet.

## Geschichte
Traurige Berühmtheit erlangte die Gemeinde 1866. Während des siegreichen Vormarsches der Preußen nach der Schlacht bei Königgrätz brachte das preußische Heer auch die Cholera nach Niederösterreich, die bis zum November 15.000 Tote forderte. Die Neue Freie Presse berichtete am 2. September 1866 über die Cholera im Weinviertel, und den Paasdorfer Arzt Herrmann, der überlebte.
Laut Adressbuch von Österreich waren im Jahr 1938 in der Ortsgemeinde Paasdorf ein Bäcker, zwei Gastwirte, vier Gemischtwarenhändler, eine Hebamme, ein Sattler, zwei Schmiede, ein Schneider und drei Schneiderinnen, drei Schuster, drei Viehhändler, ein Wagner und einige Landwirte ansässig.
Mit 1. Jänner 1972 wurden im Zuge der Niederösterreichischen Kommunalstrukturverbesserung die bis dahin selbständigen Gemeinden Eibesthal, Frättingsdorf, Hörersdorf, Hüttendorf, Kettlasbrunn, Paasdorf und Siebenhirten mit Mistelbach an der Zaya fusioniert und dabei die entstehende Gemeinde auf Mistelbach umbenannt.
Beim Aushub für die Fundamente eines Windparks fanden Archäologen 2024 Reste von 7500 Jahre alten Gebäuden, Gegenstände und ein Grab.

## Kultur und Sehenswürdigkeiten

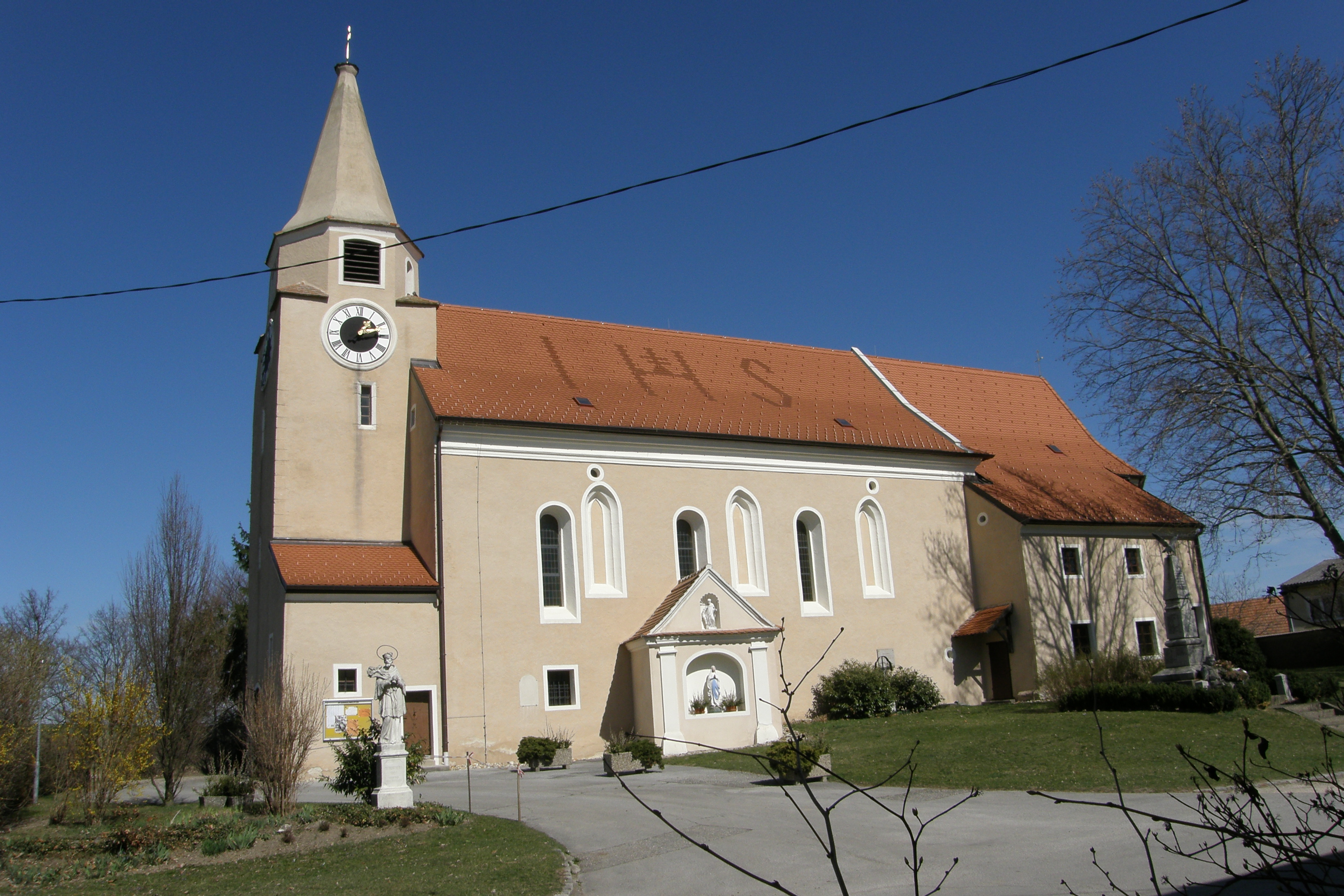
Pfarrkirche Paasdorf

- Katholische Pfarrkirche Paasdorf hl. Ägydius
- Kulturlandschaft Paasdorf, wo mit mehreren Künstlern ein Land Art-Projekt verwirklicht wurde